# Hedwig Conrad-Martius
Hedwig Conrad-Martius (* 27. Februar 1888 in Berlin; † 15. Februar 1966 in Starnberg) war eine deutsche Philosophin und Autorin.

## Leben
Hedwig Conrad-Martius war die Tochter des Medizinprofessors Friedrich Martius und dessen Gattin Martha. Ihr Vater leitete die Universitätsklinik Rostock und war Begründer der modernen Konstitutionsforschung. Nach dem Abitur bei Helene Lange, die in Berlin Realgymnasiumskurse für Mädchen eingerichtet hatte, begann Hedwig Martius als eine der ersten Frauen in Deutschland ein Universitätsstudium.
Zuerst studierte sie Literatur und Geschichte in Rostock und Freiburg, dann ab 1909/10 Philosophie in München bei Moritz Geiger. Im Wintersemester 1911/12 wechselte sie an die Universität in Göttingen, wo sie in den Schülerkreis Husserls aufgenommen wurde. Ihr folgten später Edith Stein und in Freiburg Gerda Walther.
Nach kurzer Zeit übernahm sie die Leitung der neu gegründeten „Philosophischen Gesellschaft Göttingen“. Dieser Gruppe, die später „München-Göttinger-Phänomenologenschule“ genannt wurde, gehörten neben Theodor Conrad, dem Begründer der Philosophischen Gesellschaft und Neffen von Theodor Lipps, unter anderen Winthrop Bell, Jean Hering, Fritz Kaufmann, Alexandre Koyré, Hans Lipps, Edith Stein, Dietrich von Hildebrand und Alfred von Sybel an. Sie gewann einen Wettbewerb der Philosophischen Fakultät Göttingen. Wegen ihres Abiturs ohne Griechisch durfte sie mit dem erfolgreichen Beitrag in Göttingen nicht promoviert werden, daher wechselte sie nach München zu Alexander Pfänder. Eine Habilitation war dennoch unmöglich.
Nach der Promotion 1912 heiratete sie Theodor Conrad und zog mit ihm in seinen Heimatort Bergzabern, wo sie zusammen eine Obstplantage betrieben. Während des Ersten Weltkrieges bildete sich um das Ehepaar der Conrads eine kleinere Gruppe, die sich inhaltlich an Adolf Reinach orientierte und sich bis zum Ende der 1920er Jahre regelmäßig im Haus der Conrads zusammenfand (daher „Bergzaberner Kreis“). Husserl selbst hielt wenig von deren Leistungen. Erst 1937 zog das Paar nach München.
Die wissenschaftliche Tätigkeit wurde zeitweise durch ein teilweises Publikationsverbot, das die Nationalsozialisten wegen eines jüdischen Großelternteils (Martha Leonhard) verhängten, sehr erschwert.
Nach dem Zweiten Weltkrieg konnte sich Hedwig Conrad-Martius wieder der Philosophie widmen und wurde 1949 Dozentin für Naturphilosophie und 1955 Honorarprofessorin in München.
1958 wurde sie mit dem Großen Bundesverdienstkreuz ausgezeichnet.
Ein Teil ihrer Privatbibliothek befindet sich heute in der Bayerischen Staatsbibliothek München.

## Werk

### Realontologie
Hedwig Conrad-Martius war der Ansicht, dass die spätere transzendental-idealistische Phänomenologie Husserls dem Phänomen des Realen nicht gerecht wird, und entwickelte eine eigene Theorie, die sie als „Ontologische Phänomenologie“ bezeichnet.
Die von ihr entwickelte Realontologie ist auch das Fundament ihrer späteren Forschungen zur Naturphilosophie, ihrer Kosmologie sowie ihren Untersuchungen zu Zeit und Raum.
Der grundlegende Standpunkt ihrer ontologischen Phänomenologie: Im Wahrnehmen der sich zeigenden Dinge (φαινόμενον – etwas, das sich zeigt – Phänomen) erkennen wir sie. Das Seinsproblem behandelt Hedwig Conrad-Martius in ihrem Werk „Das Sein“ sowie in ihrer „Realontologie“.

### Raum und Zeit
Conrad-Martius entwickelt ihre Darstellung der Natur in Auseinandersetzung mit den Naturwissenschaften ihrer Zeit, insbesondere der Physik und hier in der Einbeziehung der Ergebnisse der Relativitätstheorie und Quantenmechanik. Sie schreibt: „Der gekrümmte Weltraum ist zwar endlich, aber unbegrenzt“ und bestimmt das anhand der Analogie des dreidimensionalen Raumes und der zweidimensionalen Kugeloberfläche, die nicht begrenzt, aber endlich ist. Damit muss aber auch der dreidimensionale Raum um eine Dimension erweitert gedacht werden (nach Alexandra E. Pfeiffer, Hedwig Conrad-Martius, S. 117).
Es gibt nach Conrad-Martius drei mögliche Relationen von Zeit und Welt:
1. Eine unendliche Zeit, innerhalb derer die Welt angefangen hat und mit der auch die Welt als unendlich und ohne Anfang gedacht werden kann – dies entspricht der Ansicht der klassischen Naturwissenschaften
2. Eine Welt, innerhalb deren Bestehens die Zeit begonnen hat – dies ist ihrer Ansicht nach die Meinung Platons im Timaios (37 C-E).
3. Eine „endliche“ Raum-Zeit, die mit einer „endlichen“ Welt steht und fällt – dies ist die Konzeption der allgemeinen Relativitätstheorie. Auch die vierdimensionale Raumzeitunion der Einsteinschen Welt wird im Modell einer zylindrischen Welt dargestellt.

### Schlussfolgerungen
Conrad-Martius folgert, dass auch die Zeit nur dadurch endlich werden kann, wenn sie als zyklisch mit sich selbst zusammengeschlossen gesehen wird, da eine „geradlinige“ Zeit ins Unendliche verläuft. Als zyklische Zeit verwandelt sie sich zwar in eine endliche, aber unbegrenzte Zeit.
Im Unterschied zum Raum bewegt sich die Zeit jedoch, ihr Wesen gründet in seinsfundierender Bewegung – wenn sie sich zyklisch bewegt, kann sie in unendlichem Zyklus weiterlaufen.

## Schriften
- Die erkenntnistheoretischen Grundlagen des Positivismus. Bergzabern 1920.
- Metaphysische Gespräche. Halle 1921.
- Realontologie. In: Jahrbuch für Philosophie und Phänomenologische Forschung. 6, 1923, S. 159–333.
- Zur Ontologie und Erscheinungslehre der realen Außenwelt. Verbunden mit einer Kritik positivistischer Theorien. In: Jahrbuch für Philosophie und phänomenologische Forschung. 3, 1916.
- Die „Seele“ der Pflanze. Biologisch-ontologische Betrachtungen. Breslau 1934.
- Physik und Metaphysik. In: Hochland. 37, 1940, S. 231–243.
- Abstammungslehre. München 1949 (Ursprünglich unter dem Titel „Ursprung und Aufbau des lebendigen Kosmos“ erschienen, Kosmos 1938).
- Der Selbstaufbau der Natur. Entelechien und Energien. Hamburg 1944.
- Bios und Psyche. Hamburg 1949.
- Das Lebendige, Die Endlichkeit der Welt, Der Mensch. Drei Dispute, München 1951.
- Die Zeit. München 1954.
- Utopien der Menschenzüchtung. Der Sozialdarwinismus und seine Folgen. München 1955.
- Das Sein. München 1957.
- Der Raum. München 1958.
- Die Geistseele des Menschen. München 1960.
- Schriften zur Philosophie. 3 Bände. Im Einverständnis mit der Verfasserin herausgegeben von Eberhard Avé-Lallemant. München 1963–1965.